# All Our Kings Are Dead
All Our Kings Are Dead —en español: Todos nuestros reyes están muertos— es el primer álbum de la banda inglesa Young Guns. Fue lanzado el 12 de junio de 2010, se extrajeron los siguientes sencillos: "Winter Kiss", "Sons of Apathy", "Crystal Clear", "Stitches" y "Weight of the World".

## Lanzamiento y promoción
El álbum fue lanzado por primera vez el 12 de julio de 2010. El álbum entró en las listas de álbumes del Reino Unido en el #43, y las listas de Reino Unido Independiente de álbumes en el #3.  Para promocionar el álbum, a lo largo del año de publicación, y en 2011, el banda lanzó cinco sencillos del álbum - "Winter Kiss", "Sons of Apathy", "Crystal Clear", "Stitches", y "Weight of the World". El 10 de julio de 2011, el álbum fue relanzado como All Our Kings Are Dead: Gold Edition , que incluye tanto el álbum original, así como un DVD que contiene tres sesiones acústicas, tres videos en vivo, un documental, y los videos musicales para todos cinco sencillos.

## Recepción
El álbum recibió críticas generalmente positivas. Allmusic afirmó que "apasionadas voces crecientes de Gustav Wood y sentidas letras asegurar que Young Guns ofrecen una variación suficiente para diferenciarse de sus contrapartes".

## Lista de canciones
| N.º | Título                | Duración |  |
| 1.  | «Sons of Apathy»      | 4:18     |  |
| 2.  | «Crystal Clear»       | 3:29     |  |
| 3.  | «Meter & Verse»       | 3:42     |  |
| 4.  | «Weight of the World» | 4:21     |  |
| 5.  | «D.O.A.»              | 3:49     |  |
| 6.  | «Stitches»            | 3:41     |  |
| 7.  | «Winter Kiss»         | 4:35     |  |
| 8.  | «Elements»            | 3:25     |  |
| 9.  | «After the War»       | 4:17     |  |
| 10. | «Endless Grey»        | 3:44     |  |
| 11. | «At the Gates»        | 4:19     |  |
| 12. | «Beneath the Waves»   | 7:30     |  |

Gold Edition (Disco 2)
| All Our Kings Are Dead: Gold Edition (Disc 2) DVD |                                                               |          |  |
| N.º                                               | Título                                                        | Duración |  |
| 13.                                               | «Don't Look Back, Just Keep Moving (Documentary)»             |          |  |
| 14.                                               | «Stitches (Live Acoustic Session)»                            |          |  |
| 15.                                               | «Weight Of The World (Live Acoustic Session)»                 |          |  |
| 16.                                               | «Meter & Verse (Live Acoustic Session)»                       |          |  |
| 17.                                               | «Stitches (Live At The Electric Ballroom, Camden)»            |          |  |
| 18.                                               | «Winter Kiss (Live At The Electric Ballroom, Camden)»         |          |  |
| 19.                                               | «Weight Of The World (Live At The Electric Ballroom, Camden)» |          |  |

## Personal
- Gustav Wood - voz principal
- Fraser Taylor - guitarra líder
- John Taylor - guitarra rítmica, coros
- Simon Mitchell - guitarra baja
- Ben Jolliffe - batería, percusión, coros